# Foitite
Ne doit pas être confondu avec Foïdite ou Foïdolite.
La foitite est une espèce minérale du groupe des tourmalines. Selon la Société géologique tchèque, la foitite est rare. Elle reste néanmoins assez courante parmi les tourmalines à basse température et elle pourrait être plus courante qu'on ne le pensait auparavant.
Le minéral a été nommé en 1993 par DJ MacDonald, Frank C. Hawthorne et Joel D. Grice en l'honneur de Franklin F. Foit, Jr.

## Propriétés
La foitite est un membre du groupe minéral de la tourmaline, qui est un borosilicate d'aluminium complexe. La formule chimique de la foitite est (NaFe2+Al6)(Al6Si6O18)(BO3)3(OH)4.
Dans cette formule, le sodium (Na) agit comme cation dominant, le fer (Fe3+) remplace une partie de l'aluminium (Al) dans la structure cristalline et le bore (B) remplace certains des atomes de silicium (Si). Les groupes BO3 sont des ions borate et les groupes OH représentent des ions hydroxyles.
La structure cristalline de la foitite est constituée de chaînes continues de tétraèdres silicium-oxygène, avec des ions aluminium et bore se substituant à l'intérieur de ces chaînes. Les substitutions d'aluminium et de bore créent des déséquilibres de charge, qui sont compensés par la présence d'ions sodium et fer.
La couleur du minéral est indigo foncé avec des reflets violets jusqu'au noir bleuté.

## Formation et occurrence
La foitite se forme généralement dans les roches granitiques enrichies en bore, comme les pegmatites. Elle est généralement associée à d’autres minéraux tels que le quartz, le feldspath et la muscovite  La présence de fer dans la foitite lui confère une couleur noire caractéristique.
On le trouve dans des veines de quartz  et peut-être aussi dans des pegmatites granitiques.
Sa localité type est la Californie. La foitite a également été trouvée dans le comté de Marquette dans le Michigan ou encore au Pays de Galles.